# In dubio pro reo
In dubio pro reo este o expresie latină care exprimă principiul juridic conform căruia, îndoiala (de exemplu, din cauza insuficientelor probe) acuzatorului, devine favorizantă inculpatului⁠(d) sau persoanei acuzate (reo). Acesta este unul dintre principiile actuale ale Dreptului penal modern, agentul fiscal sau agentul statal echivalent, trebuie să dovedească vinovăția acuzatului, și nu acesta ultimul (acuzatul) nevinovăția. S-ar putea traduce ca "bâjbâiala acuzatorului, este favorizantă acuzatului".
Aplicația ei in practică se bazează pe principiul că orice persoană este nevinovată (până când exista proba concreta, indubitabila, a vinovăției sale). În cazul în care probele prezentate de acuzatorul oficial, nu conving judecătorul, și chiar așa și argumentează în sentința ce o formulează, atunci judecătorul va trebui să dicteze o asa numita achitare.

## Interpretarea principiului
În afară de a fi o consolidare a principiului prezumției de nevinovăție, aplicarea acestui principiu juridic protector (in dubio pro reo) este strâns legată de principiul legalității⁠(d). Știm că pentru a judeca pe cineva în vreun sediu penal, comportamentul său ar trebui să fie cuprins ca penalizant de vreuna din legile deja existente la momentul procesului. În cazul în care, posterior, articolul de lege, incriminant, agravează, suavizează (ușurează) sau abrogă pedeapsa, nu trebuie să se aplice legea, conformă cu vigoare ei la data faptelor din proces, ci se aplica aceea dintre ele care ii este cea mai favorabila acuzatului "în această ipoteză, ne aflăm în prezența retroactivității legii penale". Dacă acest inculpatul a fost deja condamnat, pedeapsa trebuie să fie ajustata legislației celei mai benigne, chiar dacă asta implică eliberarea lui.
În cazul CSJN (Curtii Supreme Nationale de Justitie, Argentina) "Granillo Ocampo, Raul Enrique și alții / si recursul solicitat", în 4 februarie 2014,  Curtea Supremă de Justiție din Argentina⁠(d) a stabilit că principiul neretroactivității legii penale, recunoaște ca unică excepție, aplicarea legii penale cele mai favorabile. Art. 2° din Codul Penal din Argentina⁠(d) spune că "Dacă legea în vigoare la momentul comiterii infracțiunii este diferită de cea care există la momentul pronunțării sentinței ( sau în timp intermediar), se va da aplicație legii celei mai benigne". Același criteriu se regăsește în art. 9° al Convenției Americane privind Umanele Drepturi⁠(d) și art. 15.1 din Pactul Internațional cu privire la Drepturile Civile și Politice, care sunt încorporate în Constituția națională⁠(d) în art. 75, inc. 22; s-a concluzionat că, având în vedere că în acest caz, comportamentul atribuit acuzaților, a început pe 1 noiembrie 1994 pe durata existentei legii 16648, continuată fiind în execuția ei până la 1 decembrie 1999, când pe aceasta ultima porțiune, deja opera legea 25.188, corespunde a se aplica legea 16.648 fiind cea mai benigna dintre ele. Hotărârea luată a reamintit criterii de concordanta a Curții inter-americane a Umanelor Drepturi în "Cazul García Asto și Ramírez Rojas vs Peru", 25 noiembrie 2005.

## Ultra-activitatea legilor speciale
Este normal că în fata unor determinate escaladări ale violenței, dezastre naturale, sau creșterea bruscă a unor infracțiuni specifice, legislatorii, și politicienii reacționează pentru a impune legi de urgență sau temporale care sa întărească sancțiunile pentru aceste delicte. Doctrina este divizată, pe tema faptului că convingerile și procesele bazate în aceste  legi "ad-hoc" sunt realizate prin aplicarea legii mai favorabile.